# Al Rinker
Al Rinker (20 décembre 1907, Tekoa, Washington - 11 juin 1982, Burbank, Californie) est un compositeur américain.

## Biographie
Al Rinker est né à Tekoa dans l'état de Washington. Il débute dans la chanson et s'associe en 1925 avec Bing Crosby sur le nom de groupe The Rhythm Boys. Ils sont ensuite rejoint par le compositeur-interprète et pianiste Harry Barris (en). Barris écrit pour le groupe plusieurs chansons dont Mississippi Mud, I Surrender, Dear et Wrap Your Troubles in Dreams. Le trio de chanteurs travaille avec le grand orchestre de Paul Whiteman à Los Angeles jusqu'à ce que Bing Crosby dissolve le groupe au profit d'une carrière solo tout en conservant l'orchestre de Whiteman et Barris au piano. Le trio est visible dans le film La Féerie du jazz (The King of Jazz) (1930) interprétant Mississippi Mud, So the Bluebirds and the Blackbirds Got Together, I'm a Fisherman, Bench in the Park et Happy Feet. D'après une interview de Rinker, Crosby a joué les deux premières semaines de tournage de ce premier film uniquement durant les heures de travail de jour car il était en liberté surveillée après avoir percuté un poteau téléphonique avec sa voiture en étant ivre.
Après la séparation des Rhythm Boys, ils ne se sont retrouvés pour une émission radio Paul Whiteman Presents le 4 juillet 1943. À la fin des années 1940, il commence un partenariat avec Floyd Huddleston et le duo compose plus de 800 chansons pour différents interprètes dont Frank Sinatra, Judy Garland et Sarah Vaughan.
En 1952, la chanson You Can't Do Wrong Doin' Right dont Rinker a écrit les paroles est incluse dans le court métrage d'animation de Tom et Jerry Push-Button Kitty et dans le film Casanova Junior (1953).
plus tard, il participe avec Huddleston à la production de Walt Disney Pictures Les Aristochats (1970) avec Ev'rybody Wants to be a Cat.
Al Rinker est le frère de Mildred Bailey, chanteuse de jazz et de Charles Rinker (en), parolier et collaborateur de Gene de Paul.

## Filmographie
- 1948 : Jungle Patrol, Forever and Always
- 1950 : Jamais deux sans toi, Let's Choo Choo Choo to Idaho, You Can't Do Wrong Doin' Right, Of All Things
- 1952 : La Carte forcée, You Can't Do Wrong Doing Right
- 1952 : Sound Off (en), Home Sweet Home in the Army
- 1952 : Push-Button Kitty, You Can't Do Wrong Doin' Right
- 1953 : Casanova Junior, You Can't Do Wrong Doin' Right
- 1954 : Un amour pas comme les autres (Young at Heart), Ready, Willing and Able
- 1970 : Les Aristochats, Ev'rybody Wants To Be A Cat